# Linea Søgaard-Lidell
Linea Søgaard-Lidell (geboren am 30. März 1987 in Aarhus) ist eine dänische Kommunikationsberaterin und Politikerin (Venstre). Seit 2022 ist sie Mitglied des Folketings. Zuvor war sie von 2020 bis 2022 Mitglied des Europäischen Parlaments.

## Leben

### Ausbildung
Søgaard-Lidell wurde am 30. März 1987 in Aarhus geboren und wuchs in Esbjerg auf, wo sie auch die Esbjerg Statsskole besuchte.
Nach Abschluss ihrer Schulausbildung studierte sie von 2007 bis 2010 Europawissenschaften (auf Bachelor of Arts) an der Aarhus School of Business und verbracht ein Erasmus-Semester an der Universität Maastricht. Anschließend studierte sie von 2010 bis 2013 einen Journalismus-Master an der Universität Aarhus bzw. an der Dänischen Schule für Medien und Journalismus.
Parallel zu ihrem Studium war Søgaard-Lidell bereits in der Kommunikationsbranche als Beraterin aktiv, unter anderem war sie für Burson-Marsteller, Kristiansen+Partners und Vækstfonden tätig. Für eine kurze Zeit, August 2012 bis Februar 2013, war sie auch als Parlamentassistentin des Folketing-Abgeordneten Karsten Lauritzen tätig.

### Politik
Seit 2013 ist Linea Søgaard-Lidell in der dänischen Europabewegung (Europabevægelsen) aktiv, sie war von 2013 bis 2016 Mitglied im Vorstand des Vereins.
Für die Europawahlen 2019 nominierte die liberale Venstre Søgaard-Lidell auf den zweiten Listenplatz der Partei. Bei der Wahl erhielt sie 24.153 Stimmen und damit die viertmeisten Stimmen als Venstre-Kandidatin. Ihr Mandat konnte Søgaard-Lidell jedoch nicht direkt antreten, da es aufgrund einer Sitzumverteilung erst nach dem Austritt des Vereinigten Königreiches aus der Europäischen Union in Anspruch genommen werden konnte. Nachdem der Austritt am 31. Januar 2020 vollzogen wurde, konnte Søgaard-Lidell ihr Mandat am 1. Februar 2020 antreten.
Sie trat wie ihre Venstre-Kollegen der Fraktion Renew Europe bei und vertret die Fraktion als Mitglied im Ausschuss für Umweltfragen, öffentliche Gesundheit und Lebensmittelsicherheit. Des Weiteren war sie stellvertretendes Mitglied im Ausschuss für Wirtschaft und Währung.
Bei der Folketingswahl 2022 wurde Søgaard-Lidell ins Folketing gewählt. Im Zuge dessen legte sie ihr Mandat im Europaparlament nieder. Für sie rückte Erik Poulsen nach.

### Privat
Linea Søgaard-Lidell ist verheiratet, Mutter eines Kindes, und lebt mit ihrer Familie in Kopenhagen.